# Ichneumon impressus
Ichneumon impressus är en stekelart som beskrevs av Gmelin 1790. Ichneumon impressus ingår i släktet Ichneumon och familjen brokparasitsteklar. Inga underarter finns listade i Catalogue of Life.